# Great Ball Contraption
Great Ball Contraption ist ein aus individuell erstellten Modulen bestehender Kreislauf, der Kugeln von einem in das nächste Modul transportiert. Der Aufbau wird oft mit der Rube-Goldberg-Maschine verglichen, da der Aufbau außer dem Transport der Kugeln keinen weiteren Zweck verfolgt. Durch den standardisierten Aufbau der Module können diese in beliebiger Reihe angeordnet werden. Für den Aufbau der Module werden ausschließlich Klemmbausteine verwendet.

## Modulaufbau

Eine Skizze des Standards

Die einzelnen Module der Great Ball Contraption werden nach einem von Steve Hassenplug definierten Standard aufgebaut:
1. Jedes Modul hat einen Aufnahmebereich. Die aufgenommenen Kugeln werden in direkter Line in den Aufnahmebereich des nachfolgenden Moduls transportiert.
2. Der Aufnahmebereich hat die Außenmaße von 10 × 10 Noppen und einer Öffnung von minimal 8 × 8 Noppen. Der Aufnahmebereich ist maximal 10 Steine hoch.
3. Die Vorderseite des Aufnahmebereichs ist maximal 32 Noppen von der Rückwand entfernt. So können die einzelnen Module in einer Reihe aufgebaut werden.
4. Die Aufnahme der Kugeln erfolgt auf der linken Seite und werden auf die rechte Seite transportiert.
5. Es gibt keine weiteren Größenbeschränkungen.
6. Die Kugeln werden mit einer durchschnittlichen Geschwindigkeit von 1 Kugel/Sekunde transportiert. Dabei können die Kugeln einzeln oder in einem Verbund von maximal 30 Kugeln transportiert werden.